# Hubneria pratorum
Hubneria pratorum là một loài ruồi trong họ Tachinidae.